# Frankensteins Ungeheuer
Frankensteins Ungeheuer (Originaltitel: The Evil of Frankenstein) ist ein Horrorfilm der britischen Filmproduktionsfirma Hammer aus dem Jahr 1964. Die Titelrolle des Barons Frankenstein spielte Peter Cushing, Regie führte Freddie Francis. Der Film ist der einzige Teil aus Hammers Frankenstein-Reihe, für den man den Look von Boris Karloffs Kreatur übernommen hat und der nicht unter der Regie von Terence Fisher entstand. Das Drehbuch zum Film schrieb Hammer-Chef Anthony Hinds unter dem Pseudonym „John Elder“.

## Handlung
Vor zehn Jahren hatte Baron Victor Frankenstein eine Kreatur aus Leichenteilen zusammengesetzt und mit Hilfe von elektrischem Strom zum Leben erweckt.
 Nachdem das Wesen ausgebrochen ist und für Angst und Schrecken unter der Bevölkerung gesorgt hat, wurde es in die Berge getrieben, wo es in eine Felsspalte stürzte. Nachdem das Monster allem Anschein nach getötet wurde, vertrieb man seinen Schöpfer wegen seiner Verbrechen gegen Gott und die Natur aus seiner Heimat Karlsstadt.
Nun aber beschließt Frankenstein, nachdem er einmal mehr mit der Kirche aneinandergeraten ist, zusammen mit seinem treuen Assistenten Hans nach Hause zurückzukehren. Da ihm die finanziellen Mittel fehlen, ein neues Laboratorium einzurichten, beabsichtigt er die Wertgegenstände, die er bei seiner damaligen Flucht auf seinem Schloss zurücklassen musste, zu veräußern. Für seine Rückkehr nach Karlsstadt hat Frankenstein einen sehr günstigen Zeitpunkt gewählt. Man feiert gerade Karneval in der Stadt und in dem bunten Treiben würde das an sich wohlbekannte Gesicht des Barons nicht auffallen.
Im Schloss muss Frankenstein feststellen, dass man sein ganzes Hab und Gut entweder gestohlen oder zerstört hat. Hungrig und enttäuscht begeben sich Frankenstein und Hans ins örtliche Gasthaus. Dort bemerkt der Baron, dass der Bürgermeister den Siegelring seiner Familie trägt und macht eine Szene. Später am Abend bricht er in die Wohnung des Bürgermeisters ein und entdeckt dort einen großen Teil seines eigenen Besitzes: seine wertvollen Gemälde, die kostbaren Teppiche und sogar seine Garderobe und sein Bett. Außer sich vor Zorn schwört er dem raffgierigen Bürgermeister Rache und kann sich nur mit knapper Not seiner Verhaftung entziehen.
Mit Hans zieht er sich in eine Höhle in den Bergen zurück, wo er, eingefroren in einen Eisblock, auf seine tot geglaubte Kreatur stößt. Gemeinsam befreien sie das Geschöpf aus dem Eis und schaffen es nach Schloss Frankenstein, wo der Baron zunächst erfolglos versucht, das Wesen wieder zu reanimieren. Erst in Zusammenarbeit mit dem Jahrmarkthypnotiseur Professor Zoltán erwacht Frankensteins Ungeheuer zu neuem Leben. Der hinterhältige Schausteller hat jedoch eigene Pläne und nutzt seinen hypnotischen Einfluss auf die Kreatur zu seinem Vorteil aus. Er schickt das Wesen aus, um den gierigen Bürgermeister zu ermorden, der ihm kürzlich mangels einer Schaustellerlizenz seine sämtlichen Einnahmen als Strafe abgenommen hat. Außerdem befiehlt Zoltán ihm zu stehlen und zu plündern.
Die Neuigkeit, dass das Monster wieder umgeht, verbreitet sich in Karlsstadt wie ein Lauffeuer. Schnell haben sich die Männer im Ort zu einem wilden Mob zusammengerauft, der mit Mistgabeln und Fackeln bewaffnet zum Schloss Frankenstein aufbricht. Zu dieser Zeit stellt auch Baron Frankenstein fest, dass der Jahrmarktkünstler seine Schöpfung für seine Zwecke missbraucht und es kommt zu einem Handgemenge. Plötzlich verliert Zoltán die Kontrolle über das Ungeheuer und es bringt ihn um. Danach beginnt es schrecklich im Labor zu wüten, wodurch ein Brand ausbricht. Baron Frankenstein versucht noch ins Freie zu gelangen, doch das Feuer breitet sich zu schnell aus und erreicht schließlich auch das Chemikalienlager.
In dem Moment, als die Bewohner von Karlsstadt am Schloss ankommen, wird der Flügel, in dem sich das Labor befindet, in die Luft gesprengt. Nur Hans und Rena, ein taubstummes Bettelmädchen, das sie in den Bergen aufgelesen haben, können in letzter Sekunde entkommen.

## Synchronisation
Die deutsche Synchronfassung entstand bei der Berliner Synchron. Hans Deppe führte Dialogregie.
| Figur                     | Darsteller       | Deutscher Sprecher     |
| ------------------------- | ---------------- | ---------------------- |
| Baron Victor Frankenstein | Peter Cushing    | Friedrich Schoenfelder |
| Hans                      | Sandor Elès      | Claus Wilcke           |
| Prof. Zoltán              | Peter Woodthorpe | Fritz Tillmann         |
| Polizeichef               | Duncan Lamont    | Hans W. Hamacher       |
| Bürgermeister             | David Hutcheson  | Erich Fiedler          |
| Priester                  | James Maxwell    | Michael Chevalier      |

## Kritiken
- Cinema: „Dr. Frankenstein (Peter Cushing) möchte einen künstlichen Menschen erschaffen. Eines Tages gelingt ihm das Experiment. Mit den Konsequenzen hat er allerdings nicht gerechnet: Sein Monster macht sich selbständig. – Schaurig schöner Hammer-Grusel, längst zum Klassiker avanciert.“

- Lexikon des Horrorfilms: „Der Film gilt – sicher auch wegen der überzeugenden Leistung Peter Cushings – als der Beste der englischen Frankenstein-Serie“.[3]

- Lexikon des internationalen Films: „Trivialer Gruselfilm in Fortsetzung der Hammer-Produktion ‚Frankensteins Rache‘; routinierte Serienkost ohne inszenatorische Höhepunkte, immerhin aber mit einer überzeugenden schauspielerischen Leistung von Peter Cushing.“[4]

## Uraufführungen
- USA: 8. Mai 1964
- Großbritannien: 31. Mai 1964
- Deutschland: 8. Januar 1965[5]

## DVD-Veröffentlichung
- Frankensteins Ungeheuer / 22. Februar 2008 / Koch Media DVD

## Sonstiges
- Ursprünglich war Terence Fisher als Regisseur für Frankensteins Ungeheuer vorgesehen, nachdem dieser jedoch einen Autounfall erlitt, ging der Job an Freddie Francis.

- Für Frankensteins Ungeheuer durfte Hammer erstmals auf Universals Konzepte des Frankenstein-Labors und des Frankenstein-Makeups (kreiert von Maskenbildner Jack Pierce) zurückgreifen, da Universal die Vertriebsrechte für den US-Markt erworben hatte.

- Peter Cushing machte in Frankensteins Ungeheuer seine Stunts, wie in fast allen Hammer-Filmen, beinahe gänzlich selbst. Bei den Dreharbeiten für das große Finale, in dem Baron Frankenstein an einer Kette durch das lichterloh brennende Labor schwingt, zog er sich wegen der enorme Hitze, die sich am Set entwickelte, Verbrennungen dritten Grades zu.

- Als der Film 1968 erstmals im Fernsehen lief, wurden einige zu brutale Szenen gekürzt bzw. herausgeschnitten. Um die Sendezeit fürs Fernsehen auf zwei Stunden zu erhöhen, wurde nachträglich gedrehtes Filmmaterial von einem anderen Regisseur beigefügt.

- Frankensteins Ungeheuer ist bei den Fans der Hammer-Frankenstein-Reihe eher umstritten, da der Film sowohl Handlungselemente der Hammer-Reihe als auch der Frankenstein-Reihe von Universal enthält, was viele für nicht kompatibel halten.